# Боб Вебстер
Боб Вебстер (англ. Bob Webster, 25 жовтня 1938) — американський стрибун у воду.
Олімпійський чемпіон 1960, 1964 років. Переможець Панамериканських ігор 1963 року, бронзовий медаліст 1959 року.